# سردار جنگل (محله)
خیابان سردارجنگل، یکی از خیابان‌های شمال‌غرب شهر تهران است که در محله پونک در منطقه ۵ شهرداری تهران قرار دارد. خیابان سردارجنگل از بزرگراه همت به بالاتر از بزرگراه آبشناسان ادامه می‌یابد و به خیابان لادن در شمال می‌رسد. سردار جنگل به بزرگراه اشرفی اصفهانی و میدان پونک نزدیک است و این موضوع دلیلی می‌شود تا بسیاری برای سکونت در تهران این محله را انتخاب کنند. این محله به نسبت محلاتی که در مرکز شهر تهران قرار گرفته‌اند از هوای تمیزتری برخوردار است و کوچه‌های آن شلوغ و پرجمعیت نیست.
مرکز خرید بوستان، شهروند و پارک نسترن از اماکن نزدیک به این خیابان می‌باشند.
خیابان سردار جنگل، به سه قسمت سردارجنگل بالا (بالاتر از بزرگراه آبشناسان)، سردارجنگل سفلی (مابین بزرگراه همت تا میدان پونک) و سردارجنگل مرکزی (مابین میدان پونک تا بزرگراه آبشناسان) تقسیم می‌شود.